# Чати
Чати (рос. Чаты), Чаатинський сумон (Чаатинский сумон) — сільське поселення (сумон), що входить до складу Улуг-Хемського кожууна Республіки Тива Російської Федерації. Адміністративний центр — село Чодураа. Відстань до м. Шагонар 18 км, до Кизила — 114 км, до Москви — 3867 км.

## Населення
Населення сумона станом на 1 січня року
| Рік    | 2011 | 2012 | 2013 | 2014 | 2015 |
| ------ | ---- | ---- | ---- | ---- | ---- |
| Насел. | 810  | 842  | 816  | 806  | 814  |